# Jamník (Žilina)
Jamník (in ungherese Jamnik) è un comune della Slovacchia facente parte del distretto di Liptovský Mikuláš, nella regione di Žilina.